# 神奈川現象
神奈川現象（かながわげんしょう、Kanagawa phenomenon）とは腸炎ビブリオをヒト血球を含む我妻培地上で培養すると病原性と関係のある株のみが溶血を示す現象。集落周囲に溶血環を形成する菌株を陽性と判断する。神奈川衛研が最初にこの現象を発見したことからこの名前がある。患者糞便から分離される腸炎ビブリオの90%以上が神奈川現象陽性であるのに対して、自然界分布菌の99%以上が陰性である。